# لایمن (میسیسیپی)
لایمن (به انگلیسی: Lyman) مکانی در ایالت میسیسیپی کشور ایالات متحده آمریکا است که جمعیت آن در سرشماری سال ۲۰۱۰ میلادی، ۱٬۲۷۷
نفر بوده‌است.